# Alveda King

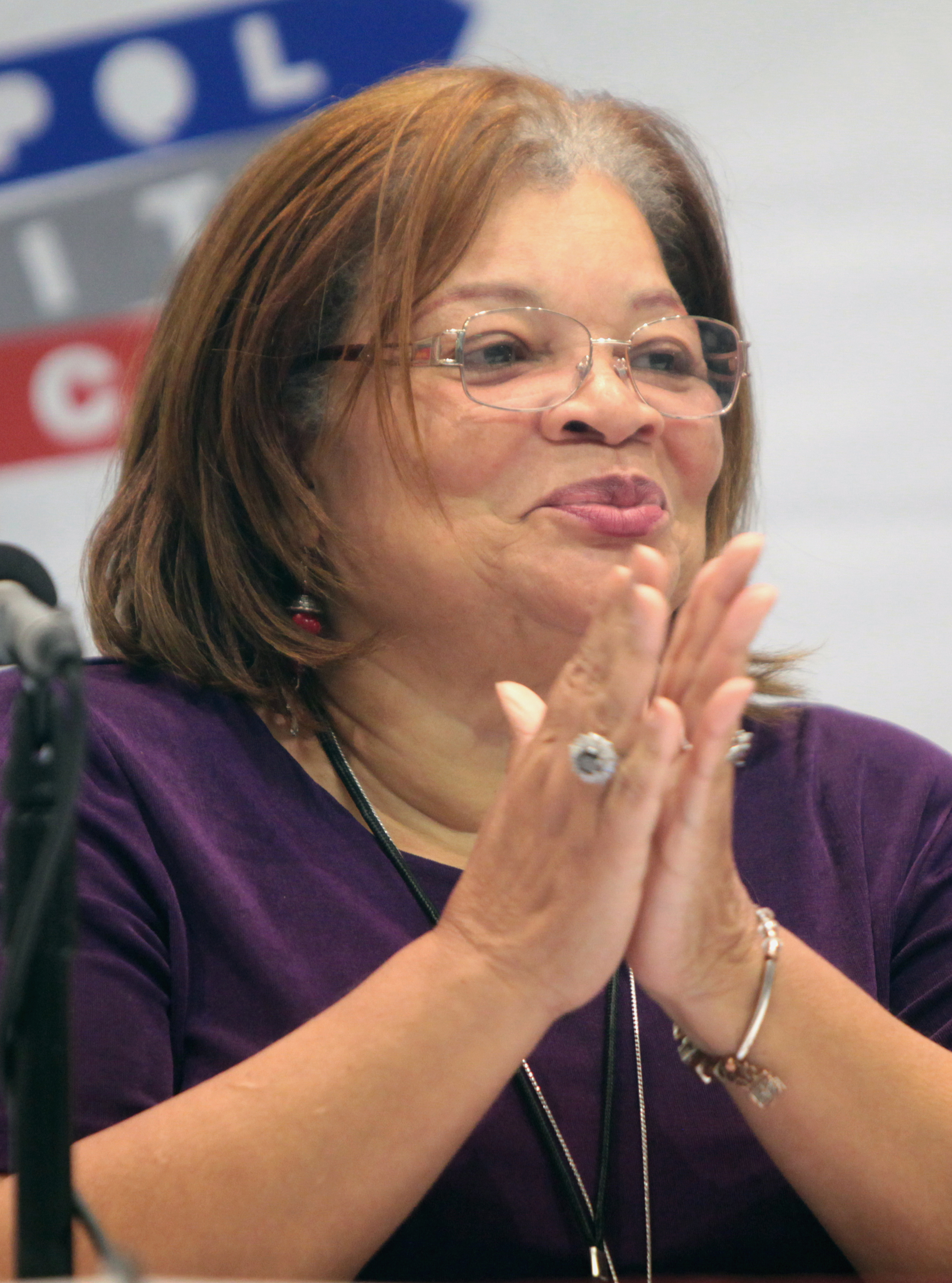
Alveda King (2016)

Alveda Celeste King (* 22. Januar 1951) ist eine US-amerikanische evangelikale Predigerin, Aktivistin, Autorin und ehemalige Abgeordnete für den 28. Bezirk im Repräsentantenhaus von Georgia. Politisch unterstützte sie früher die Demokratische Partei und 1984 die Präsidentschaftskandidatur des Bürgerrechtlers Jesse Jackson. Heute gilt sie als eine sehr konservative Republikanerin, die sich gegen Schwangerschaftsabbrüche und für die Wahl von Donald Trump engagiert und öffentlich dafür betet.
King, die in Atlanta, Georgia, geboren wurde, ist die Nichte des Bürgerrechtsführers Martin Luther King Jr. und die erste von fünf Kindern des Bürgerrechtsaktivisten A. D. King und dessen Frau Naomi Barber King. Sie ist eine Mitarbeiterin des Fox News Channel und war einst als Senior Fellow an der Alexis de Tocqueville Institution, einer konservativen Denkfabrik in Washington, D.C., tätig. Sie ist die Gründerin von Alveda King Ministries.
Während ihrer Jugend war ihr Vater maßgeblich in der Organisation der Birmingham-Kampagne beteiligt, während er zeitgleich als Pastor an der First Baptist Church of Ensley in Ensley, in der Nähe von Birmingham, Alabama arbeitete.